# Кацура (река)
Кацура (яп. 桂川 кацура-гава) — река в Японии на острове Хонсю, приток Йодо. Протекает по территории префектуры Киото.
Традиционно река считалась западной границей столицы (на востоке границей являлась Камо).
Исток реки находится у перевала Сасари, около города Нантан. Впадает в реку Йодо на границе префектур Киото и Осака. В среднем течении Кацура протекает через узкое ущелье Ходзу длиной в 16 км. Чтобы сделать этот участок судоходным, в 17 веке там было возведено множество полузапруд; с тех пор река служила важным путём доставки грузов.
Длина реки составляет 114 км, на территории её бассейна (1152 — 1159 км²) проживает около 11 млн человек. Йодо получает из Кацуры 17 % объёма воды.
В верховьях реки расположено водохранилище Хиёси объёмом в 42 млн м³, оно используется для производства электроэнергии, контроля за наводнениями и водоснабжения. Верхняя часть бассейна сложена гранитом, мелом, песчаником, аргиллитом и глиной.
Согласно исследованию, проведённому в 1965 году, Кацура была самой загрязнённой рекой в бассейне Йодо.
В Арасияме через реку перекинут знаменитый мост Тогэцукё. Также на берегу реки расположена Императорская Вилла Кацура (桂離宮), возведённая в XVII веке. Несмотря на частые наводнения, вилла практически не пострадала благодаря приподнятым полам и окружающим бамбуковой роще и изгороди, задерживающим и фильтрующим воду.
Существует известная пьеса под названием «Кацурагава» (полное название — Кацурагава рэнри но сигарами, 桂川連理柵) о двойном самоубийстве влюблённых, утопившихся в реке — 14-летней дочери киотского торговца и 40-летнем наследнике лавки оби.
Перед отправлением из Киото в Исэ, жрицы проводили в реке обряд очищения. Использовавшиеся в обряде белые ленты с ветвей сакаки пускали по реке, чтобы та унесла всё нечистое.